# Eduard Planck von Planckburg
Eduard Planck von Planckburg (9. července 1841 Linec – 31. července 1918 Bad Ischl) byl rakouský politik německé národnosti, v 2. polovině 19. století poslanec Říšské rady.

## Biografie
Působil jako statkář v Neuhaus an der Donau.
Zasedal jako poslanec Hornorakouského zemského sněmu, kam nastoupil roku 1871 a setrval zde do roku 1883. Zastupoval velkostatkářskou kurii. V letech 1871–1884 byl též náhradníkem zemského výboru. Patřil k liberálům.
Byl i poslancem Říšské rady (celostátního parlamentu Předlitavska), kam ho delegoval zemský sněm roku 1872 (Říšská rada tehdy ještě byla volena nepřímo, zemskými sněmy). Složil slib 12. prosince 1872. Uspěl i v prvních přímých volbách roku 1873 za velkostatkářskou kurii v Horních Rakousích. Jeho volba byla 18. prosince 1874 anulována, ale 9. února 1875 po znovuzvolení opětovně složil slib. V roce 1873 se uvádí jako Eduard Planck von Planckburg, statkář, bytem Neuhaus an der Donau. V roce 1873 zastupoval v parlamentu ústavověrný blok, v jehož rámci patřil ke křídlu Strany ústavověrného velkostatku.
Zemřel v červenci 1918 v Bad Ischlu. Tělo pak bylo převezeno k smutečnímu obřadu do Vídně.